# Szystowice
Szystowice – wieś w Polsce położona w województwie lubelskim, w powiecie zamojskim, w gminie Grabowiec.
W latach 1975–1998 miejscowość administracyjnie należała do województwa zamojskiego.
Wieś jest sołectwem w gminie Grabowiec. Według Narodowego Spisu Powszechnego z roku 2011 wieś liczyła Szystowice mieszkańców.
Wierni Kościoła rzymskokatolickiego należą do parafii św. Mikołaja w Grabowcu.

## Zabytki
Według rejestru zabytków NID na listę zabytków wpisany jest zespół dworski z drugiej połowy XIX w. w skład którego wchodzą: 
- dwór Weychertów
- park.